# ایندرک سامول
ایندرک سامول (انگلیسی: Indrek Sammul؛ زادهٔ ۲۸ ژانویهٔ ۱۹۷۲) بازیگر اهل استونی است. وی دانش‌آموختهٔ آکادمی موسیقی و تئاتر استونی است.
از فیلم‌ها یا مجموعه‌های تلویزیونی که وی در آن‌ها نقش داشته‌است، می‌توان به کلاس، نام‌هایی بر لوح مرمرین و حقیقت و عدالت اشاره نمود.